# Radara transcissa
Radara transcissa är en fjärilsart som beskrevs av Walker 1866. Radara transcissa ingår i släktet Radara och familjen nattflyn. Inga underarter finns listade.